# Partido Nacional-Republicano

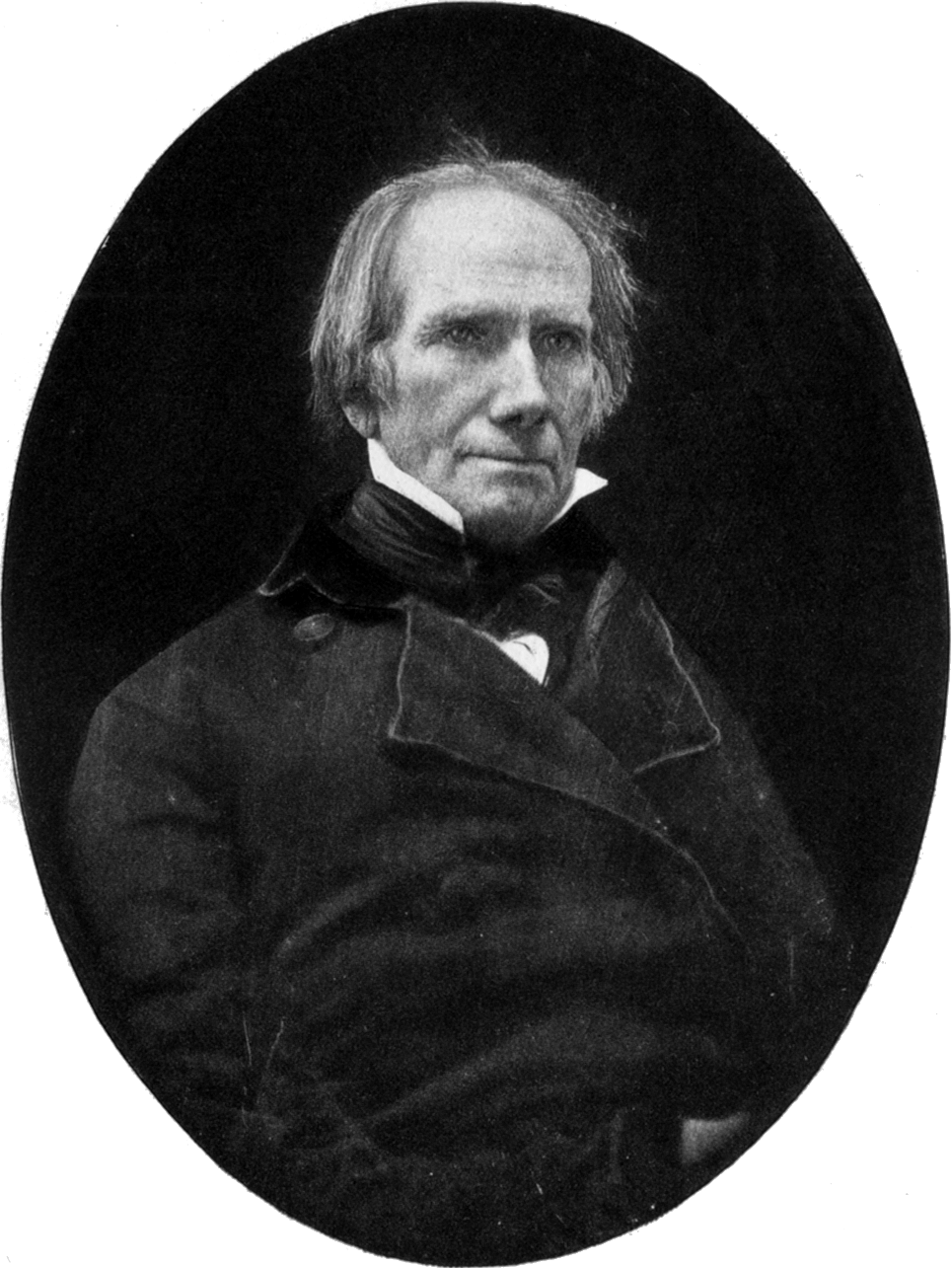
Daguerrotipo de Henry Clay.

El Partido Nacional-Republicano fue un partido político de los Estados Unidos de América entre los años 1825 y 1833.
Antes de la llegada de John Quincy Adams a la presidencia en 1825, el Partido Demócrata-Republicano, que durante una década había sido el único partido a nivel nacional, estaba al borde de la desaparición, perdiendo su infraestructura e identidad. Ya ni se reunían cáucuses para elegir candidatos. Tras las elecciones de 1824, las facciones devinieron en partidarios de Adams y partidarios de Andrew Jackson. Los partidarios de Adams, incluyendo a la mayoría de antiguos Federalistas (como Daniel Webster y el propio Adams) acabarían creando el Partido Nacional-Republicano; y aquellos que apoyaban a Jackson ayudarían más tarde a la creación del moderno Partido Demócrata.
La coalición ad hoc que apoyó a John Quincy Adams se deshizo al perder este la reelección en 1828. La oposición a Jackson, el nuevo presidente, se aglutinó en el Partido Nacional-Republicano creado y dirigido por Henry Clay. Este compartía el mismo punto de vista nacionalista que los partidarios de Adams, y quería utilizar los recursos nacionales para construir una economía fuerte. Su programa se basaba en el Sistema Americano de mejoras internas financiadas por el estado y la aplicación de aranceles proteccionistas, que fomentarían un rápido desarrollo económico. Y lo más importante, con la unión de los diversos intereses de las diferentes regiones, el partido tenía la intención de promover la unidad nacional y la armonía. El Partido Nacional-Republicano veía la Unión como un todo. Por eso, las bases idealizaron a Clay por su perspectiva sobre los intereses nacionales. Por otro lado, despreciaban a aquellos políticos que anteponían los intereses locales a los nacionales.
El partido convocó una Convención Nacional a finales de 1831 y eligieron a Clay como candidato a la presidencia y a John Sergeant como su vicepresidente. El Partido Whig surgió entre 1833 y 1834 tras la derrota de Clay, y fue una coalición de Nacional-Republicanos, junto con Antimasónicos, políticos contrarios a Jackson, y otros cuya última actividad política fue con los Federalistas una década antes.